# Left for Dead (film din 2007)
Left for Dead (titlu original: Left for Dead) este un film americano-argentinian Western de groază (Weird West) din 2007 regizat de Albert Pyun. Rolurile principale au fost interpretate de actorii Victoria Maurette, María Alche și Soledad Arocena.

## Prezentare
În Mexic, în 1895, Clementine Templeton îl urmărește obsesiv pe un bărbat căutat cunoscut sub numele de Sentenza pentru că a părăsit-o pe ea și pe copilul lor. În călătoriile ei, ea se întâlnește cu o bandă de foste prostituate condusă de Mary Black, a cărei fiică tânără a fost, de asemenea, lăsată gravidă și abandonată de Sentenza.
În cele din urmă își localizează prada și îl încolțesc într-un oraș fantomă îndepărtat numit Amnesty; care este bântuit de fantoma răzbunătoare a predicatorului ucis Mobius Lockhardt, care a încheiat un pact cu diavolul pentru a rămâne ca un spirit legat de pământ, incapabil să călătorească dincolo de granițele cimitirului orașului și să măcelărească pe oricine pătrunde înăuntru.
Dar există multe secrete care înconjoară grupul și orașul Amnesty și motivele tuturor nu sunt cele de la prima vedere. Pe măsură ce trădările și nelegiuirile sângeroase revin să-i bântuie, ei trebuie să-și confrunte trecutul dacă speră să scape cu viață de Amnesty și de mânia răzbunătoare a lui Mobius Lockhardt.

## Distribuție
- Victoria Maurette ... Clementine Templeton
- María Alche ... Dora
- Soledad Arocena ... Cota
- Andres Bagg ... Mobius Lockhardt
- Janet Barr ... Mary Black
- Javier De la Vega ... Blake
- Adnen Helali ... Garrett Flaherty
- Oliver Kolker ... Frankie Flaherty
- Brad Krupsaw ... Conner Flaherty
- Mariana Seligmann ... Michelle Black

## Producție
Filmul a fost filmat în 12 zile, în întregime în Argentina.